# Bảo tàng Ô tô
Bảo tàng Ô tô (tiếng Ba Lan: Muzeum Motoryzacji) là một bảo tàng từng tồn tại trước đây ở Warsaw, nằm trong một ngôi nhà chung cư lịch sử ở số 62 Phố Filtrowa, Warsaw, Ba Lan. Khi còn hoạt động, Bảo tàng là một chi nhánh của Bảo tàng Công nghệ ở Warsaw.

## Lịch sử
Bảo tàng Ô tô được mở cửa vào ngày 21 tháng 3 năm 2009 và chỉ hoạt động đến ngày 7 tháng 1 năm 2014 ở trụ sở trên Phố Filtrowa. Hiện nay, những nỗ lực đang được thực hiện để tìm một trụ sở mới cho Bảo tàng. Một phần bộ sưu tập của Bảo tàng hiện đang được ký gửi và trưng bày tại Bảo tàng Công nghiệp Máy và Luyện kim ở Chlewiska và Bảo tàng Công nghệ ở Warsaw.

## Triển lãm
Bộ sưu tập của Bảo tàng Ô tô rất đa dạng: từ những phương tiện cổ nhất: xe Humber được sản xuất vào năm 1908 hay xe Ford T được sản xuất vào năm 1926, đến các loại xe chính phủ: xe Packard cho Tổng thống Ignacy Mościcki hay chiếc Cadillac bọc thép được chế tạo cho Nguyên soái Józef Klemens Piłsudski. Trong bộ sưu tập của Bảo tàng còn có các loại ô tô từ các nhà máy của Ba Lan như Mikrus, Beskid hay Smyk. Ngoài ra, Bảo tàng cũng được bổ sung một bộ sưu tập xe máy cả sản xuất ở Ba Lan và nước ngoài, xe thể thao, và các loại xe khác.